# باریسال
باریسال (به لاتین: Barisal) یک شهر در بنگلادش است که در ناحیه باریسال واقع شده‌است.

## خصوصیات
باریسال ۵۸ کیلومترمربع مساحت و ۳۲۸٬۲۷۸ نفر جمعیت دارد و ۱٫۲۲ متر بالاتر از سطح دریا واقع شده‌است.